# Mario Gori
Mario José Gori (nacido el 6 de enero de 1973 en Rosario) es un exfutbolista argentino. Se desempeñaba como defensor y su primer club fue Rosario Central. Posteriormente cumplió con una destacada labor en el fútbol de Estados Unidos.

## Carrera
Gori se inició en Rosario Central en 1993. Hasta mediados de 1996 disputó 31 partidos con la casaca canalla, integrando el plantel campeón de la Copa Conmebol 1995.  Fue traspasado al fútbol de Estados Unidos, donde se coronó campeón del primer torneo de la MLS, en 1996, jugando para Washington DC United. Con este club repitió el título al año siguiente y se coronó en la Copa de Campeones de la Concacaf 1998. Luego continuó su carrera en otros equipos del fútbol estadounidense, retirándose en Pittsburgh Riverhounds.

## Clubes
| Club                    | País           | Año       |
| ----------------------- | -------------- | --------- |
| Rosario Central         | Argentina      | 1993-1996 |
| Washington D. C. United | Estados Unidos | 1996-1998 |
| Miami Fusion            | Estados Unidos | 1999      |
| New England Revolution  | Estados Unidos | 1999      |
| Columbus Crew SC        | Estados Unidos | 2000      |
| Pittsburgh Riverhounds  | Estados Unidos | 2001-2002 |

## Palmarés

### Campeonatos internacionales
| Equipo                  | País           | Título                           | Año  |
| ----------------------- | -------------- | -------------------------------- | ---- |
| Rosario Central         | Argentina      | Copa Conmebol                    | 1995 |
| Washington D. C. United | Estados Unidos | Copa de Campeones de la Concacaf | 1998 |

### Campeonatos nacionales
| Equipo                  | País           | Título              | Año  |
| ----------------------- | -------------- | ------------------- | ---- |
| Washington D.C. United  | Estados Unidos | Major League Soccer | 1996 |
| Washington D. C. United | Estados Unidos | Major League Soccer | 1997 |